# Prisioneros desaparecidos
Prisioneros desaparecidos (en sueco De försvunna ) es una película de producción sueca y cubana escrita y dirigida por Sergio Castilla en 1979 bajo la producción del Instituto Cubano del Arte y la Industria Cinematográficos . La película se rodó en La Habana y se estrenó el 24 de octubre de 1979 en Estocolmo.

## Argumento
Trata en forma de diario del testimonio de prisioneros de Chile que hablan de compañeros desaparecidos durante la dictadura de Augusto Pinochet en los centros de detención donde se les tortura repetidamente.

## Reparto
- Nelson Villagra: El Jefe
- Leonardo Perucci: El Peluca
- Ely Menz
- Hugo Medina
- Adelaida Arias
- Juan Seoanne
- Jaime Hernández
- Lili Rentería
- Max Ropert
- Tomás López

## Premios
Paraticipó en la sección oficial del Festival Internacional de Cine de San Sebastián 1979, donde el actor Nelson Villagra ganó el Premio San Sebastián de interpretación masculina. También ganó una mención especial en el Festival Internacional del Nuevo Cine Latinoamericano de La Habana.